# Enrique de Austria (1828-1891)
El archiduque Enrique de Austria (Milán, 9 de mayo de 1828 - Viena, 30 de noviembre de 1891) fue un príncipe y militar austríaco.

## Biografía
Nació a las siete y cuarto de la mañana en el Palacio Real de Milán, por ser su padre el archiduque Rainiero de Austria, virrey del reino Lombardo-véneto, parte del Imperio austríaco. Su madre Isabel, era hija del príncipe Carlos Manuel de Saboya-Carignano. Era el séptimo de los hijos del matrimonio de sus padres, y el quinto hijo varón.
El 13 de mayo de 1828 recibió el sacramento del bautismo en el palacio real de Milán, en una sala preparada al efecto. El encargado de administrarle el bautismo fue el arzobispo de Milán, conde Gaisruck. Su padrino de bautismo fue el rey Antonio de Sajonia. Se le impusieron los nombres de Enrique, Antonio, María, Raniero, Carlos y Gregorio.
Como era habitual en los archiduques de Austria, siguió la carrera militar en el Ejército Imperial austríaco. El primer empleo militar del joven archiduque, se produjo tras alcanzar la mayoría de edad, en 1849 fue nombrado coronel del regimiento de infantería n.º 3 del ejército imperial. En 1852 fue trasladado con el mismo empleo al regimiento de infantería nº14 acuartelado en Linz. En 1856 fue nombrado propietario (inhaber) del regimiento de infantería nº62. Posteriormente sería nombrado general en 1858 y teniente mariscal de campo en 1863. En 1864 fue nombrado comandante general de Graz. Al inicio de la guerra austro-prusiana fue destinado al estado mayor del noveno cuerpo de ejército. Destinado después a la guerra en Italia, tuvo una participación significativa en la segunda batalla de Custozza, consiguiendo a raíz de la misma la cruz del Mérito Militar (de guerra). 
Tras iniciar una relación con la cantante Leopoldina Hofmann, fue apartado del servicio militar activo el 19 de septiembre de 1867. Intentó conseguir el permiso del emperador Francisco José para contraer matrimonio morganático con la misma, sin éxito. A pesar de ello, contraen matrimonio y días después, el 22 de febrero de 1868 se publicó su renuncia a todos sus empleos y grados militares. El archiduque también fue privado de sus títulos y se exilió con su esposa a Lucerna, bajo el título de Conde de Waideck. En 1872 se produjo la reconciliación con la familia imperial, siendo ennoblecidas su mujer y su hija. La familia residió desde entonces en Bolzano.
Murió, a resultas de una pulmonía, el 30 de noviembre de 1891 en el palacio Raniero, residencia de su hermano el archiduque Rainiero en Viena. Su esposa había muerto el día anterior. El archiduque, su esposa y su hija se encontraban en Viena para asistir al matrimonio de la archiduquesa Luisa de Austria-Toscana con el príncipe Federico Augusto de Sajonia, futuro rey de Sajonia como Federico Augusto III. La boda se había celebrado el 21 de noviembre.
Tras su muerte, el 30 de octubre de 1892 la ciudad de Bolzano le dedicó un paseo con su nombre, el Erzherzog-Heinrich-Promenade, hoy conocido como paseo del Guntschna (o Guncina en italiano). Fue enriquecido mediante la plantación de multitud de especies vegetales, constituyendo un enclave de gran interés botánico.

## Matrimonio y descendencia
El 4 de febrero de 1868, en Bolzano, contrajo matrimonio morganático con Leopoldina Hofmann (1842-1891), que, en 1872 sería ennoblecida como von Waideck y en 1878 fue hecha baronesa. El matrimonio tuvo una hija:
- Condesa (baronesa hasta 1891) Maria Raniera de Waideck (Lucerna, 21 de julio de 1872-Bolzano, 17 de febrero de 1936) casada el 26 de julio de 1892 en Viena con Enrico Lucchesi Palli, príncipe de Campofranco y futuro duque de la Grazia. El príncipe de Campofranco era nieto del segundo matrimonio de María Carolina las Dos Sicilias, duquesa viuda de Berry con Ettore Lucchesi-Palli, IV duque de la Grazia.

## Títulos, órdenes y empleos

### Títulos
| ● 9 de mayo de 1828-30 de noviembre de 1891: | Su alteza imperial y real el archiduque Enrique de Austria, príncipe real de Hungría y Bohemia |

### Órdenes
- 1852: Caballero de la Orden del Toisón de Oro.[14][13] ( Imperio austríaco)
- Caballero gran cruz de la Orden de Luis.[13] ( Gran Ducado de Hesse)

### Empleos
- 1866: Destinado en el Estado mayor del noveno cuerpo del Ejército Imperial austríaco..[8]
- 1864: Comandante general de Graz.[8]
- 1863: Teniente mariscal de campo del Ejército Imperial austríaco.[8]
- 1858: Mayor general del Ejército Imperial austríaco.[8]
- 1856-1891: Propietario (inhaber) del regimiento de infantería nº62 (húngaro) del Ejército Imperial austríaco.[3]
- 1852: Coronel en el regimiento de infantería nº14 del Ejército Imperial austríaco.[8]
- 1849: Coronel en el regimiento de infantería n.º 3 del Ejército Imperial austríaco.[8]